# Teplice v Čechách
Teplice v Čechách – stacja kolejowa w Cieplicach, w kraju usteckim, w Czechach przy Nádražní náměstí 599/53. Jest ważnym węzłem kolejowym. Znajduje się na wysokości 217 m n.p.m..

## Historia
Kolej do Cieplic została doprowadzona w 1858, jako część połączenia do Uścia nad Łabą. W tym samym czasie powstał budynek dworca, ale o wiele mniejszy niż obecny. Budynek uzyskał obecną formę w 1871 roku i był nazywany perłą architektoniczną Austro-Węgier. W 1895 roku doprowadzono na stacją tramwaje elektryczne. Ze względu na swoją pozycję i uznanie jako miejscowość uzdrowiskowa, wpłynęło na rozwój węzła kolejowego oraz wprowadzenie połączeń międzynarodowych.
Przez cały ten okres stacja nie przechodziła większych zmian. Dopiero na początku XXI wieku stację zmodernizowano, m.in. przebudowano perony i wyremontowano budynek stacji.

## Linie kolejowe
- 097: Lovosice - Teplice v Čechách
- 130: Uście nad Łabą - Chomutov
- 134: Teplice v Čechách - Litvínov